# Fotografia documental

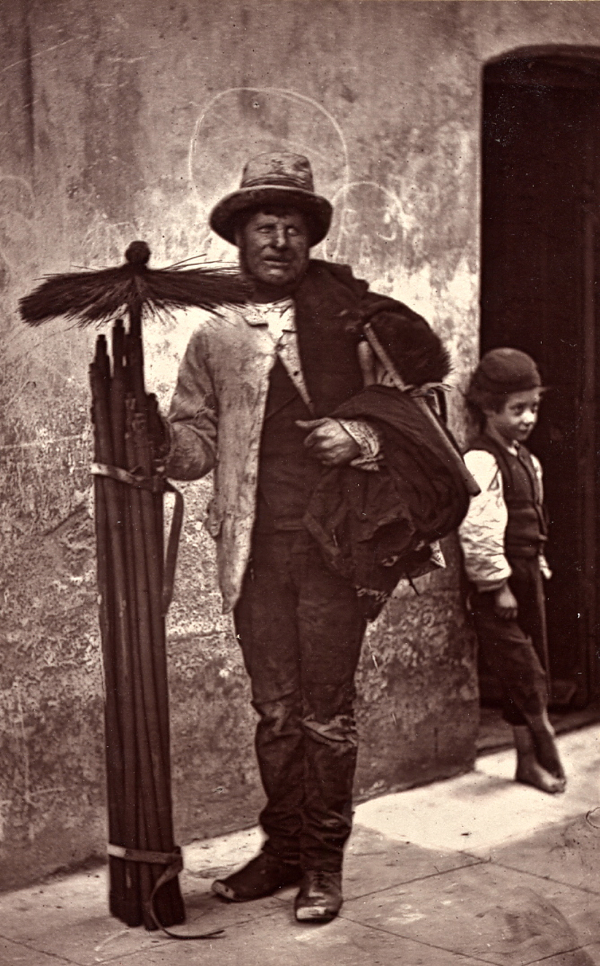
Les fotografies de John Thompson sobre la vida en els carrers de Londres són considerades entre els primers exemples d'utilització de la fotografia com a document social

La fotografia documental consisteix en la presa d'imatges amb propòsits socials. Amb la fotografia documental es pretén registrar i informar sobre les formes i les condicions de vida de les diferents societats. Es registren els esdeveniments en tal que afecten a la vida i les condicions de vida.

## Descripció[1]
Es coneix com a fotografia documental aquell tipus de fotografia que representa fidelment la realitat i, amb aquella imatge, en congela un fragment .Encara que la fotografia documental pot respondre a diverses i molt àmplies definicions, el concepte que està més estès i al qual el nostre inconscient està acostumat és el que diu que la foto documental neix amb la intenció de plasmar la realitat en una imatge fixa. A vegades es considera que la fotografia documental es limita als éssers humans, però també pot tractar la vida dels animals, dels boscos, dels rius o de qualsevol altre aspecte del món natural. Les imatges de la fotografia documental inclouen un tipus de fotos amb un gran caràcter emocional i generalment expliquen experiències i interessos universals.

## Tipus de fotografia documental
Existeixen dos tipus de fotografia documental: aquelles de documentació d'aspectes socials per a l'arxiu i les que fan referència al reportatge documental. Encara que els dos tipus no són independents completament, poden ser ben diferenciats.
- Documentació social per a arxiu: Les fotografies per a arxiu es duen a terme per crear un fons de material per al seu posterior estudi i comprensió. Aquest tipus de treball constata els canvis o la desaparició d'alguna cosa o algú específic per tal de no perdre'n la informació.

- Reportatge documental:[2] Es realitzen per a un ús immediat i no per crear un arxiu de cara a un possible estudi. El reportatge documental se centra a atreure l'atenció del lector de la foto sobre el subjecte actual.

## Diferència entre reportatge documental i reportatge d'actualitat
La fotografia documental tracta i analitza situacions existents i perllongades. El reportatge d'actualitat pren les situacions o successos com si fossin casos breus i aïllats i es focalitza en fets bàsics (què va ocórrer, a qui, quan i on).
La fotografia documental examina successos i les condicions en què es donen i els relaciona amb les vides i els subjectes humans que es troben afectats per ells. Cerca les causes del fet i les conseqüències que ha comportat aquest per a les persones que hi han pres part o que es veuen afectades per ell.
En canvi, la fotografia o reportatge d'actualitat il·lustra esdeveniments que commouen l'opinió pública i la fan reaccionar.
La fotografia documental està motivada per un sentiment d'identificació, la presa de certa postura i l'interès personal que posseeix el fotògraf. El que està mostrant és important per a ell i desitja que la fotografia desperti en públic, per tal que prengui consciència i ho comprengui.

## Història[3]
A mesura que la fotografia de caràcter i contingut social s'ha anat desenvolupant, la documentació social s'ha actualitzat cada vegada més per tal de captar imatges que explorin un subjecte.
En el seu inici s'utilitzaven fotografies individuals per il·lustrar un text que aportava la descripció detallada i l'explicació del subjecte. Actualment, les fotografies solen aportar el major contingut, mentre que el text proporciona un comentari addicional o la percepció de la naturalesa interior del subjecte.
El treball fotogràfic Street Life in London, de John Thompson, amb text del periodista social Adolphe Smith, constitueix un dels primers exemples de la utilització de la fotografia com a eina de documentació social.

## Període 1880-1890
Les fotografies realitzades per Jacob Riis i Lewis Hine, que van establir els fonaments de la fotografia documental, van ser fetes també per il·lustrar texts de contingut social. Al llarg d'aquesta època va anar adquirint un gran increment la fotografia de viatges o geogràfica.

## Període 1905-1915
En aquest període, hi trobem Lewis Hine. Hine va realitzar fotografies dels emigrants que eren conduïts a través de Ellis Island així com de la seva posterior vida en els habitatges i tallers de Nova York, en les mines de carbó i en les ciutats industrials de Pennsilvània.

## Període 1920-1940
En aquest període, Hine va començar la sèrie "L'home en el seu treball”, que documentava la dignitat i personalitat dels que treballaven en la indústria. Aquesta sèrie va culminar a principis dels anys trenta amb un excepcional projecte documental sobre la construcció de l'Empire State Building, des de la primera excavació fins a la col·locació de la biga d'acer més alta. Hine va apuntar per primera vegada que una idea de fotografia documental que fos completament real i objectiva era impossible, sempre hi havia el factor subjectiu, per petit que fos.

## Període posterior a 1950
En els anys cinquanta i seixanta, les revistes il·lustrades van anar deixant de publicar-se, ja que va prendre aquest lloc la televisió, el mitjà que havia eliminat les revistes, i els llibres. Però, la fotografia documental va continuar desenvolupant-se. L'evolució social d'aquest període (caracteritzat als Estats Units per successos tals com el moviment dels drets civils, la integració escolar i la participació en la guerra de Vietnam) ha estat documentada a fons per la fotografia.